# Diocesi di Semina
La diocesi di Semina (in latino Dioecesis Seminensis) è una sede soppressa e sede titolare della Chiesa cattolica.

## Storia
Semina, nell'odierna Tunisia, è un'antica sede episcopale della provincia romana dell'Africa Proconsolare, suffraganea dell'arcidiocesi di Cartagine.
Unico vescovo conosciuto di questa sede è san Fiorenzo, che partecipò alla conferenza di Cartagine del 484 convocata dal re vandalo Unerico, in seguito alla quale fu esiliato in Corsica.
Dal 1933 Semina è annoverata tra le sedi vescovili titolari della Chiesa cattolica; dal 7 dicembre 2013 il vescovo titolare è Rudolf Pierskała, vescovo ausiliare di Opole.

## Cronotassi dei vescovi
- San Fiorenzo † (menzionato nel 484)

## Cronotassi dei vescovi titolari
- Pierluigi Sartorelli † (9 novembre 1967 - 7 ottobre 1972 nominato arcivescovo titolare di Castello)
- Thomas Khamphan † (10 luglio 1975 - 26 luglio 2001 deceduto)
- Timothy Anthony McDonnell (30 ottobre 2001 - 9 marzo 2004 nominato vescovo di Springfield)
- Ján Orosch (2 aprile 2004 - 11 luglio 2013 nominato arcivescovo di Trnava)
- Rudolf Pierskała, dal 7 dicembre 2013